# Eugene D. Millikin
Eugene D. Millikin (Hamilton, 1891. február 12. – Denver, 1958. július 26.) az Amerikai Egyesült Államok szenátora (Colorado, 1941–1957).